# 克魯茲王蓮
克魯玆王蓮（學名：Victoria cruziana ）是王蓮屬下的一種，原產於南美洲阿根廷和巴拉圭一帶。它比亞馬遜王蓮要小，但蓮葉直徑也達到了兩米，且可以在更冷的水域生存。其花直徑可達25厘米，通過生热作用可以散發出濃烈的香氣吸引蜜蜂。